# Mulleklenkes
De Mulleklenkes is een op ongeveer 2 km ten zuidoosten van het Drielandenpunt bij Vaals gelegen zendmast.
Hij staat op de Karlshöhe, een heuvelrug in het Akenerbos, dicht bij de Belgische grens. De 133 meter hoge toren (van het type FMT 12) werd voltooid in 1984. De bouwkosten bedroegen 5,6 miljoen Duitse Mark. De exploitatie is in handen van een dochteronderneming van Deutsche Telekom. De toren staat op een hoogte van 342 meter boven NAP.
Mulleklenkes is niet een bijnaam, maar de officiële naam van de toren. De naam is samengesteld uit twee Akense dialectwoorden: mullen (praten, roddelen) en klenkes (de benaming voor de opgestoken pink van de rechterhand, een Akens herkenningsteken).
Mulleklenkes is met helder weer vanuit de wijde omtrek te zien. Veel wandelaars in het Zuid-Limburgse heuvelland menen in deze toren een van de uitzichttorens op het Drielandenpunt te herkennen.